# Granvin (localidad)
Granvin, también conocido como Eide, es el centro administrativo del municipio de Granvin en la provincia de Hordaland, Noruega. Se asienta en la costa del Granvinsfjorden (centro del municipio). Vossevangen está 25 km al noroeste mientras que Ulvik está 20 km al noreste. Tiene una superficie de 0,71 km² y una población de 426 habitantes.

## Etimología

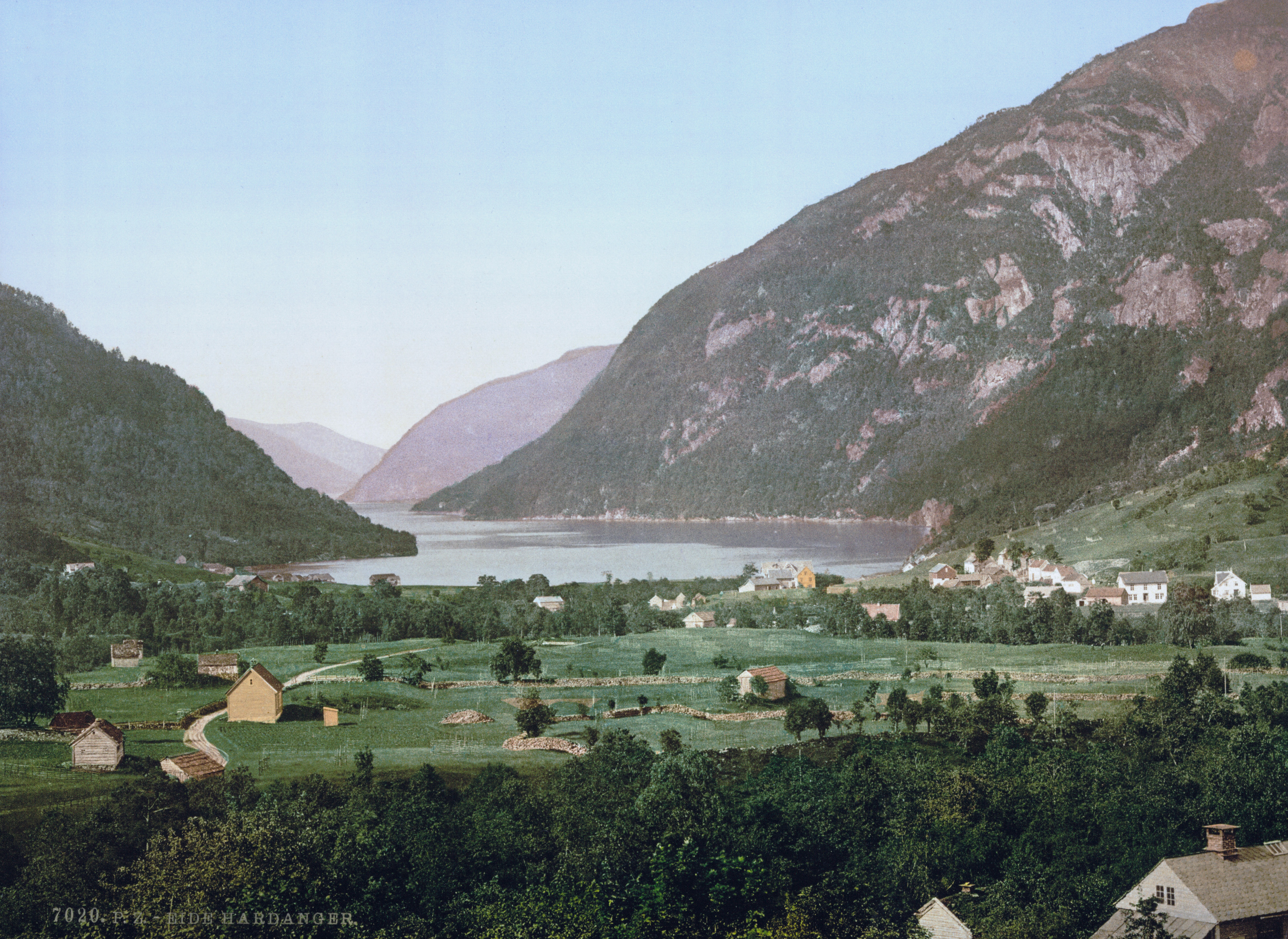
Eide en 1905

Eide proviene del término noruego que significa istmo, ya que el pueblo se asienta en uno entre el fiordo y el lago Granvinsvatnet. El nombre Granvin se debe a que es el centro urbano más grande del municipio. 

## Transportes
La ruta nacional noruega 13 pasa por el norte de la villa, cerca de la entrada al túnel Vallavik.